# Paruroctonus borregoensis
Espèce
Paruroctonus arnaudi est une espèce de scorpions de la famille des Vaejovidae.

## Distribution
Cette espèce se rencontre aux États-Unis en Californie dans les comtés de San Diego, d'Imperial, de Riverside et de San Bernardino et en Arizona dans le comté de Yuma et au Mexique en Basse-Californie et au Sonora,.

## Description
Le mâle holotype mesure 30,0 mm et la femelle paratype 35,0 mm.
La femelle holotype de Paruroctonus borregoensis actites mesure 35,8 mm.

## Liste des sous-espèces
Selon The Scorpion Files (27/08/2020) :
- Paruroctonus borregoensis borregoensis Williams, 1972
- Paruroctonus borregoensis actites Haradon, 1984 de Basse-Californie

## Étymologie
Son nom d'espèce, composé de borrego et du suffixe latin -ensis, « qui vit dans, qui habite », lui a été donné en référence au lieu de sa découverte, Borrego Springs.

## Publications originales
- Williams, 1972 : « Four new scorpion species belonging to the genus Paruroctonus (Scorpionida: Vaejovidae). » Occasional Papers of the California Academy of Sciences, no 94, p. 1-16 (texte intégral).
- Haradon, 1984 : « New and redefined species belonging to the Paruroctonus borregoensis group (Scorpiones, Vaejovidae). » The Journal of Arachnology, vol. 12, no 3, p. 317-339 (texte intégral).